# ویکتور سانیف
ویکتور سانیِف (روسی: Виктор Санеев - Viktor Saneyev؛ ۳ اکتبر ۱۹۴۵ – ۳ ژانویهٔ ۲۰۲۲) ورزشکار مرد دو و میدانی رشتهٔ پرش سه‌گام اهل اتحاد شوروی بود. وی در بین سال‌های ‎۱۹۶۸ تا ۱۹۸۰ میلادی در مسابقات بازی‌های المپیک تابستانی در مجموع ۴ مدال، شامل ۳ مدال طلا و ۱ نقره را کسب کرد. او در سوخومی، جمهوری شوروی سوسیالیستی گرجستان به دنیا آمد، در سوخومی و تفلیس به فعالیت ورزشی پرداخت و در ۳ ژانویهٔ ۲۰۲۲ در سن ۷۶ سالگی در سیدنی درگذشت.